# 屋上緑化

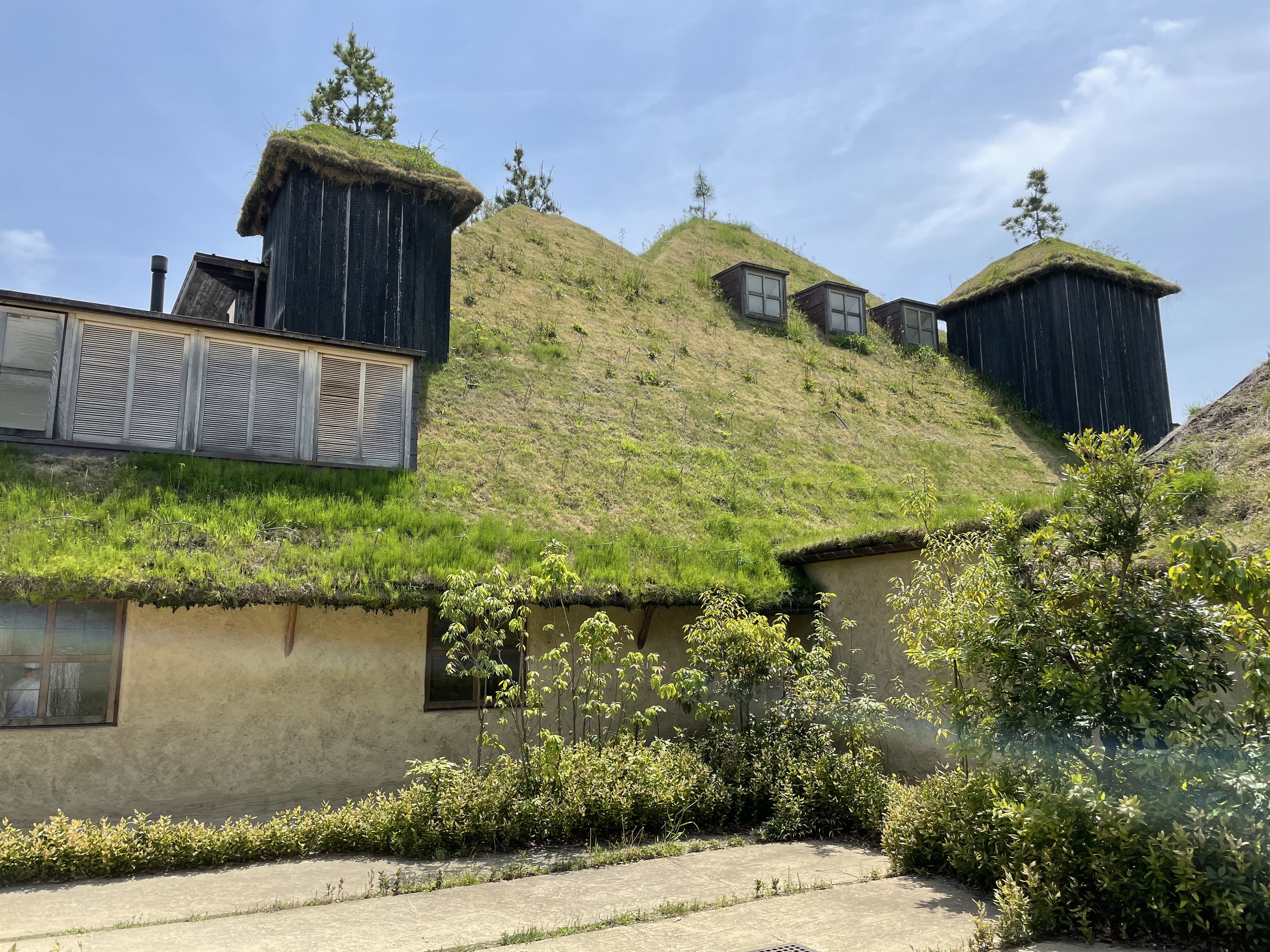
滋賀県ラコリーナ近江八幡の屋上緑化

屋上緑化（おくじょうりょくか）とは、建築物の断熱性や景観の向上などを目的として、屋根や屋上に植物を植え緑化することである。同様に、建物の外壁を緑化することを壁面緑化（へきめんりょくか）という。
草屋根とも呼ばれる。
環境問題への対応を迫られる現代において案出された手法と見られがちだが、屋上庭園や草に覆われた土屋根、ツタの絡まる壁をもつ建築物は各国で古くから存在する。日本でも古来、夏にはヒョウタンやヘチマの緑陰で家屋に涼を呼ぶ習慣があり、また極寒の国では屋根に生やした草が断熱材となり寒さを防いだ。

## 目的
屋上緑化を行う主な目的には以下のものがある。
- 夏の日差しを防いで、ヒートアイランド現象への対策
- 断熱性の向上
- 躯体の保護・建物の耐久性の向上
- 防音性の向上
- 保水力の増加
- 大気汚染物質の吸収・吸着
- 景観の向上
- 畑としての利用
- 生態系の回復
- 低炭素化
- 建物の劣化防止
- 省エネルギー効果[3]
- 心理・生理効果
- 防火・防熱効果
- 宣伝・集客効果

なお、デパートなどにおいて設けられる屋上庭園は、その設置目的が上記とは異なるので、屋上緑化と呼ばれることは少ない。
また、(企業において)イメージの向上に用いられることもある。

## 技術
屋上庭園に必要な技術は、「植物の蒸発散機能で冷却効果が望める植物の植栽」「建築物の陸屋根」と「庭園」の技術であり、メンテナンスの効率や構造上の対策など、特別な対策も必要である。以下に、屋上庭園において注意すべき点を挙げる。また、屋上緑化施工技術者の資格としては屋上緑化コーディネーターがある。
防水
ポリ塩化ビニルシートやアスファルトや金属防水などでの防水は不可欠であり、一般的な屋上の防水工事以上に慎重な計画と施工が求められる。また、土壌を経て防水面へと浸透する経路にも工夫が望まれる。余剰な水が一箇所に溜まることは避けるべきである。
防根
植物の根が土壌を貫通して防水面を破れば水漏れが発生する。また、植物の根はコンクリートへ容易に食い込んでゆくため、躯体に達すると構造上の危険も生じる。こうした問題を防ぐため、躯体への根の伸長を防ぐポリプロピレン製の中空構造排水板や防根シートなどの層を設ける必要がある。
灌漑、排水性と通気性の確保
人手での水やりのコストがかけられない場合、スプリンクラーなどの装置で半自動で植物に給水する必要がある。この場合、植物の種類や土壌の保水性に適した頻度と量で給水する。また、農業などにも用いられているロックウールと培養土を積層した超保水性と排水性を兼ね備えた土壌や高分子ポリマー製のシートも屋上の緑化用に使われることがある。
軽量化
通常、比較的根の浅い芝類で300kg/m2、高木では1000kg/m2の固定荷重を見込む必要がある。荷重は土壌の湿潤状態を基準として考える。近年、軽量化土壌構造の研究・開発が研究機関や企業でなされている。研究課題として、屋上の熱環境に適応した植生維持に不可欠な土壌基材の開発が望まれている。植生維持に不可欠な土壌条件とは、少なくとも以下の点が上げられる。
- 屋上コンクリートスラブの熱の土壌への伝導を遮断し、植物の根を夏季の高熱から守る土壌構造。
- 保水性、排水性、通気性機能を長期に保持できる土壌。
- 荷重負荷に充分に耐え、排水路が土壌粒子や荷重で閉鎖されない暗渠（排水機能基材）構造。荷重負荷としては、土壌重量や、緑地での人の（歩く・座る・走るなどの）利用の荷重負荷、メンテナンス作業での荷重負荷がある。
- 植栽種の植生維持に起因するpH値の確保。
- 土壌構造基材の耐久性、断熱性、安全性、環境負荷軽減性。
- 建築物の屋上は火災発生時の避難場所のため、不燃基材構成率を高めることが重要課題である。防水基材、暗渠基材、土壌基材、植栽植物の各特性を総合的に融合した軽量土壌構造物の研究開発が望まれている。

手入れの簡便化
吸水・剪定などの手間は一般的な庭園同様かそれ以上に必要となる。

## 培土
高分子ポリマー製の保水シート
自重の数十倍に及ぶ吸水性能がある。ただし、植物の根が吸水するための水分放出機能が土壌厚さなどで制限される。可燃物（乾物状態）。
緑化コンクリート
孔形状を形成したコンクリートブロック。強アルカリ性のコンクリートは一部の植物植生に有用であるが多くの植物は強アルカリ性を好まない。不燃物。
泥炭
植生に有用な有機物や微生物が存在する。屋上畑などで使用。可燃物（乾燥状態）。
軽石（シラス）
火山噴出物。多孔質のため軽量で保水する（天然素材のため保水定量は不可）。園芸土壌用として盆栽など観賞用植物栽培に使用されているが、踏圧で軽石の凸凹形状が植物の根を切断させることが知られている。不燃物。
ロックウール
玄武岩などを繊維形状にした建築物の断熱基材。微量養分の種類が含まれるため稲の育苗やトマトなどの作物、花栽培に多く使用されている土壌基材。保水機能は自重の約5倍。乾物状態の比重は0.2と軽量。不燃物。
再生繊維マット
廃棄物樹脂繊維をマット形状（厚さ約3cm）に肥料を挟み込み成形。可燃物（乾物状態）。
ウレタンマット（廃棄物再利用品有り）
断熱効果がある。吸水、吸湿は極微量。難燃材を添加した製品もあるが燃えやすい性質を持っている。可燃物。
ヤシガラマット
乾物状の天然ヤシ皮をマット形状（厚さ約5cm）に成形。可燃物。
溶岩パネル
苔の培養に使用される。

## 植栽材料
セダム（メキシコマンネングサ）
潅水が要らないなど、簡便な屋上緑化の手段としてかつて人気であったが、最近では冷却効果が弱いとして避けられることが多い。
CAM型光合成特性を持つセダムは気温25℃以上で気孔を閉じる。つまり植物の蒸発散作用による潜熱消費からは、ヒートアイランド現象が問題になる夏の冷却効果が得られない植物である。この後、東京都や全国の自治体でセダムや苔の屋上・屋根緑化がヒートアイランド対策に有効植物でないとして助成金や補助金の拠出を止めている。
セダムによる屋上緑化では、庭としての利用は重視されない。つまり普段の屋上利用を立ち入り禁止にするような建物ではこのような形式が採用されている実例が多い。軽い土壌でも栽培できるので、増改築においての選択肢の一つである。工法によっては、工場のトタン屋根のような簡易的な屋根の上にも設置可能である。
なお、冷却を望まない用途は考えられる。セダムはドイツで住宅の屋根緑化として多く採用され、ドイツは札幌より北に位置しているため一般住宅にはクーラー設備がなく夏の気温も18〜24℃前後（日中）・夜間は15℃以下と日本の夏の高温気候条件とは大きく異なりドイツではセダム緑化に外気を冷却する効果を望んでいない。気温25℃以上で気孔を閉じてしまうセダムの生育生理条件が満たされているドイツの気候環境はセダムに適し、またドイツと類似気候の北海道ではセダム緑化を推奨できる。
キリンソウ
植栽材料としてはセダムと芝の中間の特徴があるため近年注目されている。
芝
芝はセダムと同じく簡易的な屋上緑化の手段の一つである。また灌木と組み合わせて広場と茂みを適宜配置しての屋上緑化の事例が増えている。セダムに比べてある程度の重量が必要。
花類、潅木植物
花壇や大きく成長することのない潅木植物などで景観にメリハリをつけ、屋上庭園として利用する。シンボルツリーとして2-3メートル程度の中高木を配する場合もある。これらの場合、建物の重量や漏水対策がセダムや芝よりも厳しく求められる。
つる植物
建築物の屋上にネットやつる棚を水平方向に覆うように設置し、つる植物の蔓を誘引していく。緑のカーテンを横向きに設置するようなもののため設置・管理・撤去も簡単で一般家庭でも設置が可能。極めて軽量なので建築物にも負担を掛けない。ネットを張るので後述する鳥の営巣対策になる。
苔
スナゴケなどが使用される。
マットプランツ
グランドカバー等の根が互いに絡み合わせてマット状したもので、いんばマット・プランツなどが製品化されている。
花マット
マットプランツの一種で、花壇苗などをマット化したものである。東京花マットなどが製品化されている。
チランジア
いわゆるエアープランツと呼ばれるもの。着生植物を使用するので土は必要なく、かなりの軽量化が可能。熱帯や亜熱帯の植物なので寒さには弱く使用できる地域は限られる。オーストラリアで採用例がある。
乾生植物
砂漠などの乾燥地帯に生える植物を植えるもの。高温などの過酷な環境に耐え、低メンテナンスで軽量化も可能。冷却効果は劣るが、芝生などを設置できない場所には適する。棘が多い品種が多いので後述する鳥の営巣対策になる。
現在、それぞれの項目について技術開発が進んでおり、選択の幅は広がって来ていると言える。しかし行政の推進はあるもののコストはまだまだ高く、建築基準法の荷重制限があり実際に設置するには大幅な改装が必要になる場合がある。
日本ではヒートアイランド緩和を研究目的にした夏の測定値を使っているものがほとんどで、植物種についての蒸発散量の違いを論じている研究論文は少ない。蒸発散量・蒸発散速度は草本、木本など植物の種類や特性で大きく異なる、また植物の生育環境気候条件、更には土壌や基盤自体に含まれる水分量に影響を受ける。猛暑の都心のビルの表面温度は摂氏70度にも達することもある。
そもそも植物の有無にかかわらず、灌水により顕熱フラックスが小さくなり、周辺空気の上昇を抑制する効果が得られる。

## 歴史
屋上緑化の始まりは、紀元前600年頃の古代メソポタミアの都、バビロンの空中庭園と言われている。これは新バビロニア王国のネブガドネザル二世が首都バビロンの王宮のテラスに築いたと言われている。
日本における近代建築の、現存する古代の屋上緑化の事例としては昭和9年に造られた朝倉彫塑館がある。これは彫塑家である朝倉文夫が自らのアトリエを設計・改修した際に屋上に設けた庭園である。
戦後、屋上緑化が本格的に行われだしたのは昭和30年代後半からであり、日本橋高島屋、国際文化会館などが有名である。日本橋高島屋における屋上緑化はデパートでの屋上緑化の先駆けとなった事例である。これ以降デパートの屋上は。よりフリーなスペースとして買い物をしにきたお客様に対して解放される形で盛んに利用されるようになる。

## 作品事例

### 京都府庁 屋上芝生公園
京都府庁第2号館屋上芝生公園は地球温暖化対策に起因するヒートアイランド緩和・省エネや都市基盤環境の改善・保全に効果があり、また、府民が自由に楽しめる屋上緑化空間を環境保全意識と緑地拡大意識の高揚を目的に先導的モデルとして府民や公募による協賛事業者（各協賛事業者が取り扱う土壌構造物のみ提供・5区画）が協力して誕生した。
芝生公園のメンテナンスは府民ボランティアが行なっている。
- 緑化面積600m2
- 府民参加エリア（花壇）のある芝生公園
- 植栽植物種：芝草種（コウライシバ）・中・低木種11種275本（イロハモミジ・ヤブツバキ・ムラサキシキブ他）
- 散水装置：土壌中に散水チューブを埋設し自動散水機械で散水。
  - ※土壌体積比約80%：100リットル／m2と降水保水量が多く散水チューブの埋設が無い協賛事業者施工区画も存在する。
- 温度計測表示機械
- 雨水貯留タンク3台
  - ※注意：気温上昇に伴い貯留する雨水は高温になる（屋上設置）。

### その他

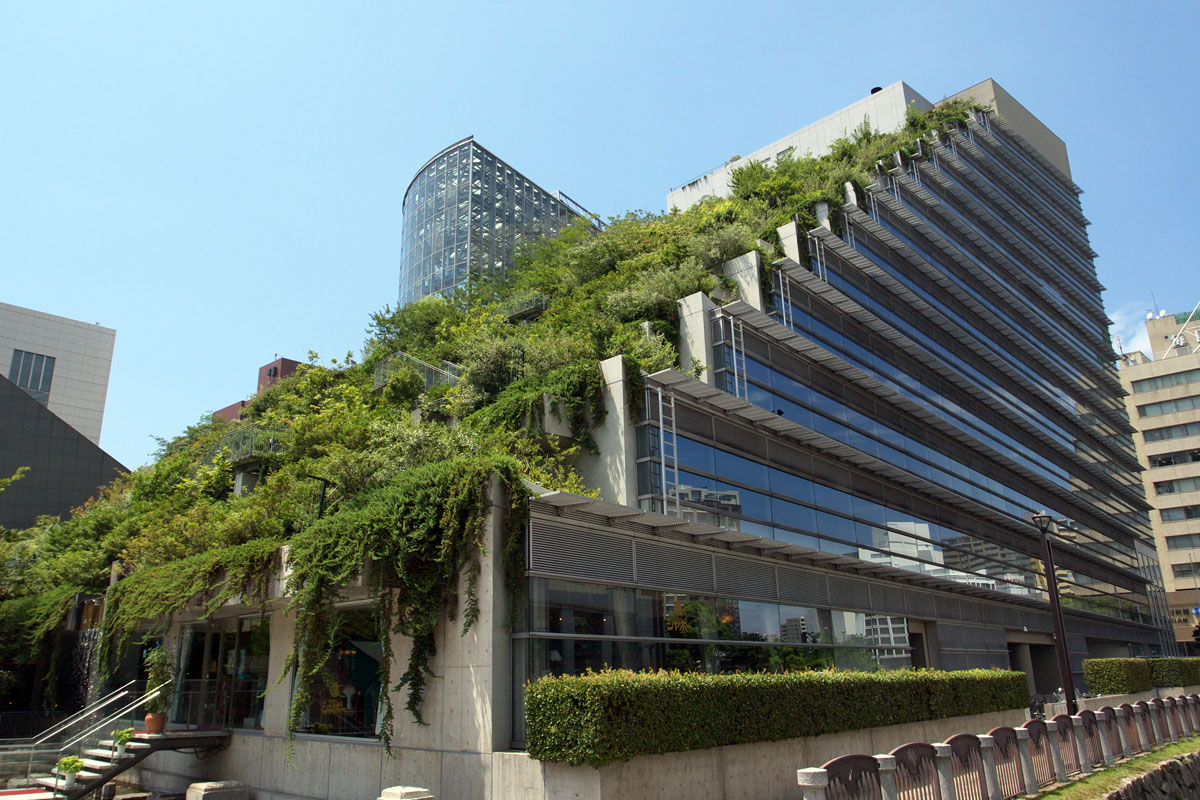
アクロス福岡 ステップガーデン

建築家藤森照信は、屋上緑化の概念を広げて作品性の高い「タンポポハウス」「ニラハウス」を設計した。これらは、一般的な屋上緑化のように防水や防根が明快になされたものではなく、建築物への「寄生」という形での緑化を試みた例として注目を集めた。勾配屋根にタンポポやニラが段状に植わる住宅建築である。「ニラハウス」は、屋上に植わるニラを、透けた屋根ごしに屋内から観察できる。
その他美建.設計事務所の目神山の緑化住宅群（兵庫県西宮市）、スタジオジブリ関連会社が入る草屋（東京都武蔵野市）、いわき風舎村（福島県いわき市）、大規模なものとしてはアクロス福岡のステップガーデンや実験集合住宅NEXT21、中規模なものとしてはそらのガーデン（北海道札幌市中央区 エスタ札幌屋上）等がある。

## 行政

### 条例
東京都では2001年4月より、『東京における自然の保護と回復に関する条例』において、一定基準以上の敷地における新築・増改築の建物に対して、その敷地内（建築物上を含む）への緑化を義務付けている。これは事実上の屋上緑化促進となっている。
第十四条 千平方メートル以上の敷地（国及び地方公共団体が有する敷地にあっては、二百五十平方メートル以上とする。）において建築物（建築基準法（昭和二十五年法律第二百一号）第二条第一号に規定する建築物をいう。以下同じ。）の新築、改築、増築その他の規則に定める行為を行おうとする者は、あらかじめ、規則に定める基準に基づき、緑化計画書（地上部及び建築物上の緑化についての計画書）を作成し、知事に届け出なければならない。
兵庫県、大阪府、京都府、埼玉県でも同様の条例が施行されている。

### 助成
自治体が屋上の緑化を推進させるため地域により助成制度を設けている。主に都市のヒートアイランド緩和と省エネルギー目的を趣旨に実施している。2008年から緑化の質をより厳しくして助成目的に整合する冷却効果、断熱に有効な工法が優先された。更には、下水溝氾濫防止のため集中豪雨を緑化場所で多く保水する土壌の保水定量を精査し審査基準を高くしている自治体が増えてきている。また、地域の住民に助成対象緑化の利用を可能にすることを条件の一項にした助成もある。横浜市、北九州市では助成対象植物にセダムが含まれていない。各、自治体では、関係研究機関または、有識者などから屋上緑化拡大の意義に適合する最新の屋上緑化技術情報を収集して環境保全に役立つ技術に税を拠出している。

## 普及状況
屋上・壁面緑化は、主に環境保護の観点から、日本においては1990年頃より取り組まれるようになった。当初は技術的困難や維持管理コストが障碍となり遅滞したが、東京都の条例など地方自治体が積極的な推進を図ったことから需要が拡大し、技術革新やコスト減を招いて普及を促した。
2000年から2005年の期間に、全国の屋上・壁面の緑化面積が約10倍になるなど、大企業や公官庁の建物を中心に広がりつつあるが、雑居ビルや集合住宅などでは初期コストや維持管理面の問題が未だ大きい。 壁面緑化では、大通りに面した建物や高速道路の防音壁としての利用が多い。

## 導入例

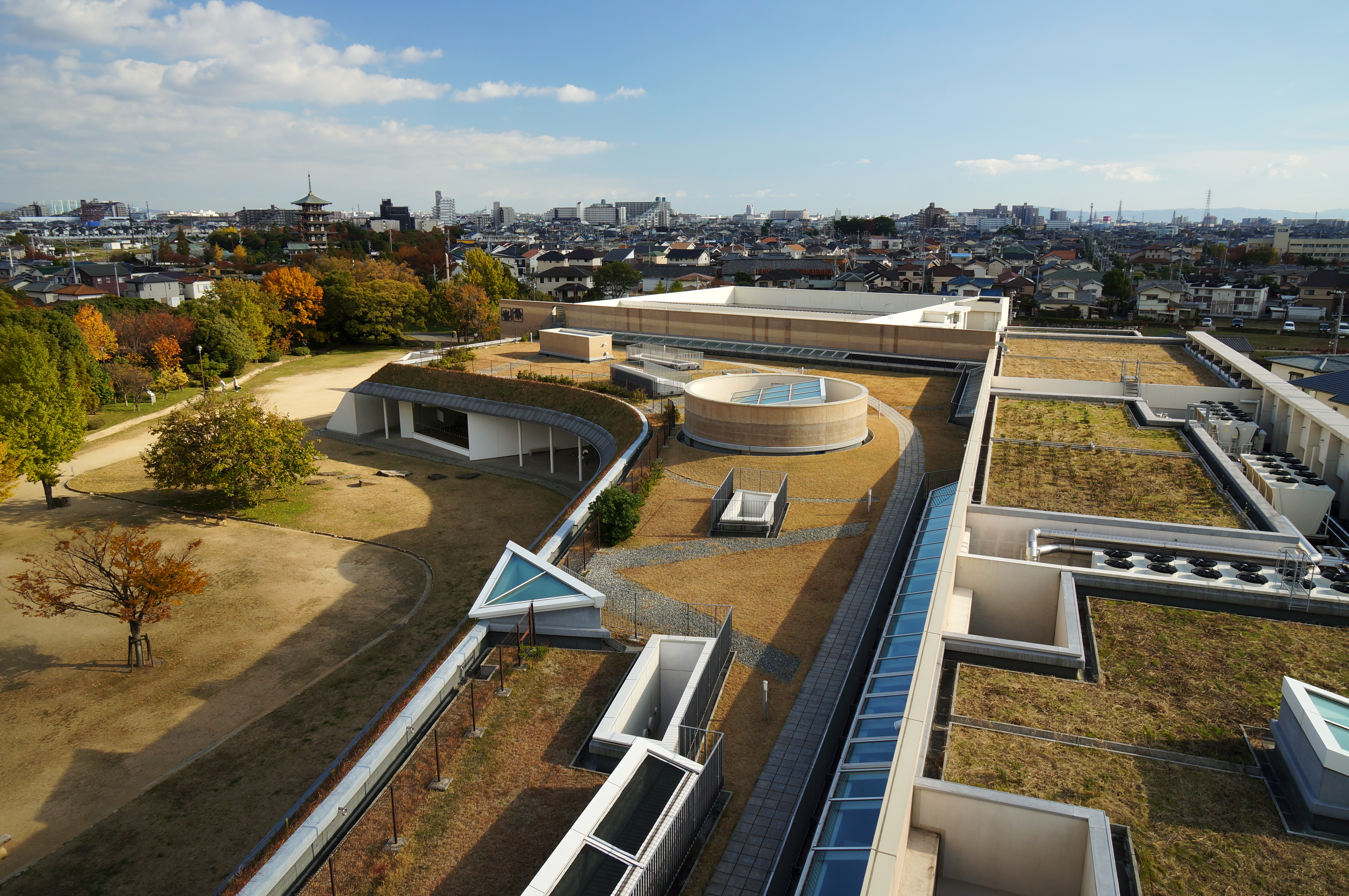
兵庫県立考古博物館
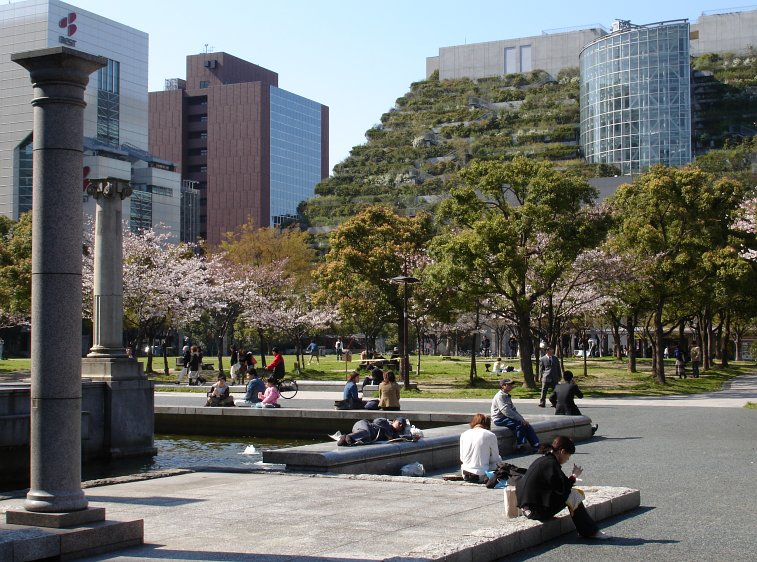
アクロス福岡
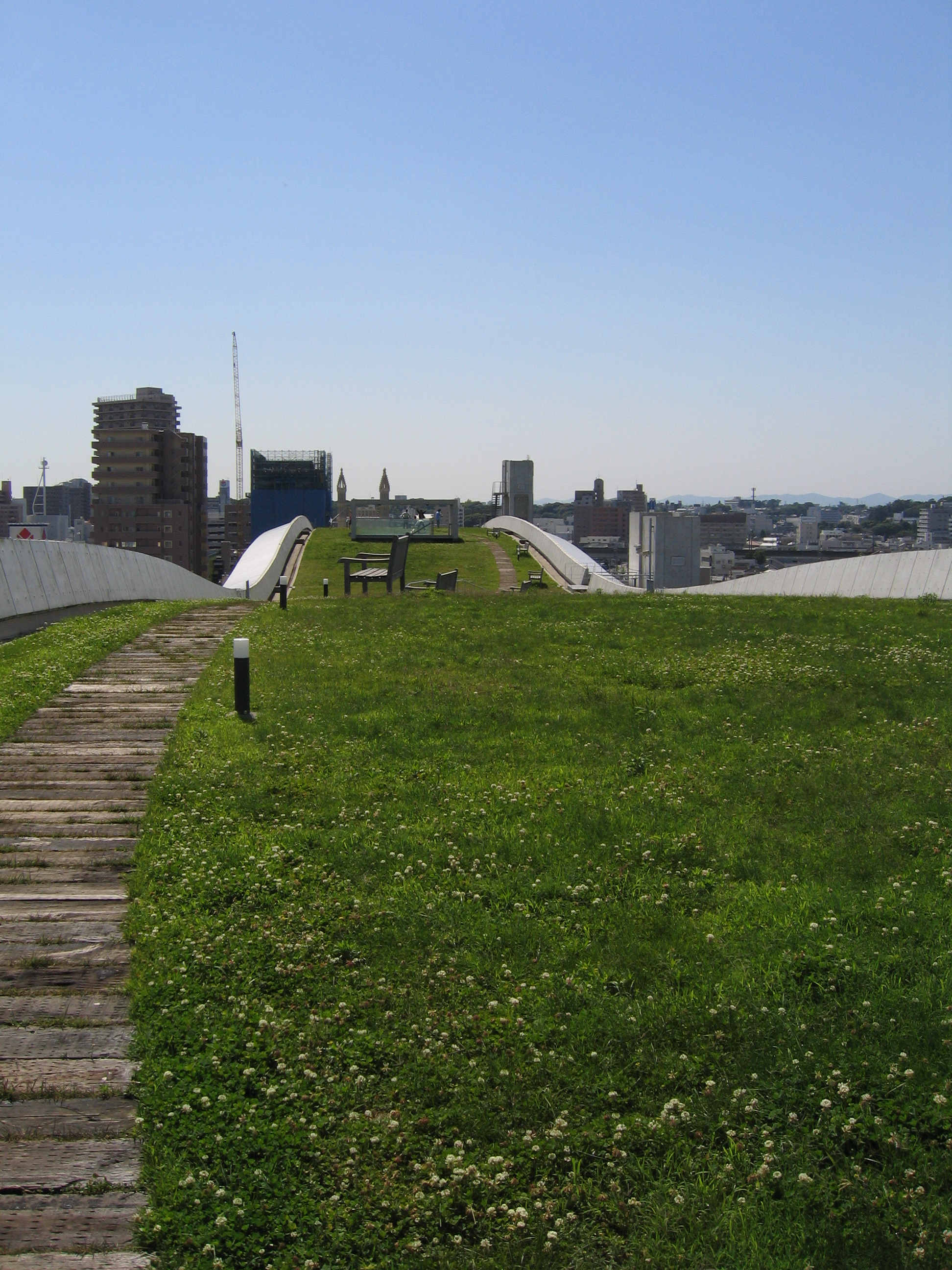
静岡文化芸術大学
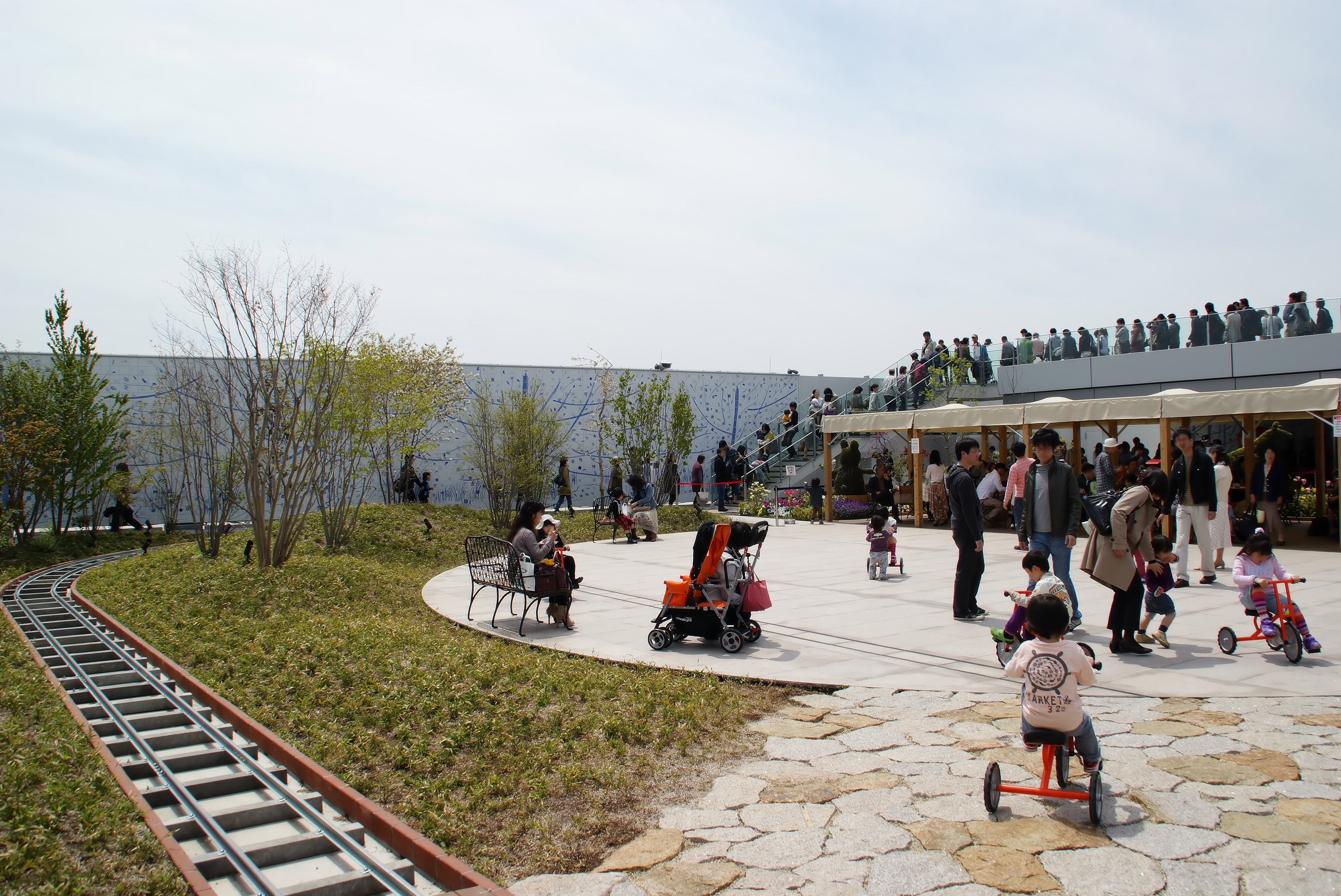
JR博多シティ
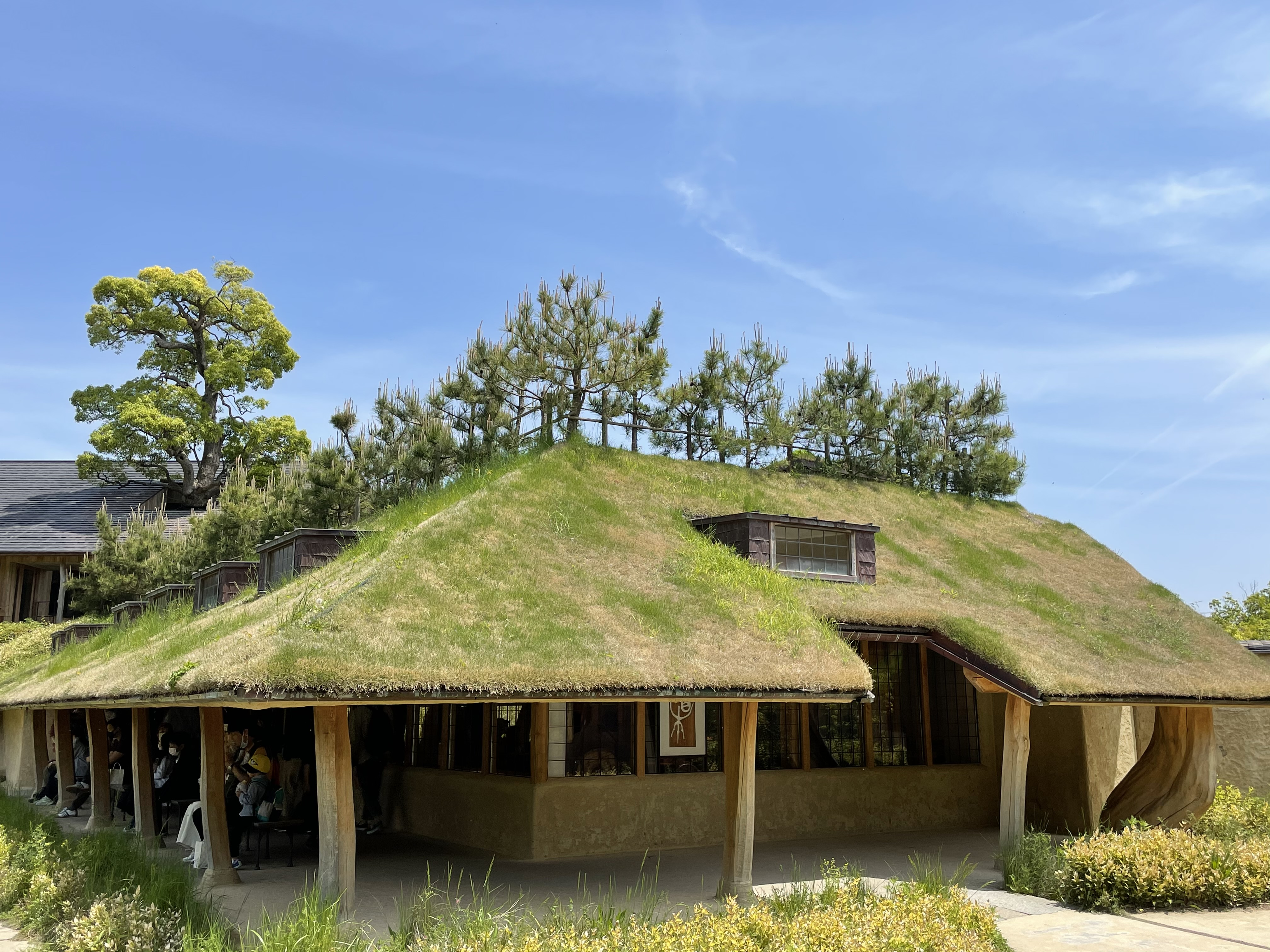
滋賀県ラコリーナ近江八幡

## 注意点
鳥、特にウミネコの営巣が問題となることがある。防鳥ネットの設置や、棘があるなど鳥の嫌がる植物を植えることでこれを防げる。
欧米では、建物の屋上を白く（淡色に）塗ること（クールルーフ）の方が、屋上緑化よりもヒートアイランドに対する効果を期待できると検証されている。